# Wang Yuanlu
Pour les articles homonymes, voir Wang (patronyme).
Wáng Yuánlù (chinois traditionnel : 王圓籙 ; chinois simplifié : 王圆箓 ; hanyu pinyin : Wáng Yuánlù ; vers 1849 - 1931) était une sorte d'ermite taoïste, dont le nom est passé dans la légende de l'archéologie, car c'est lui qui découvrit, pour les dilapider ensuite, les manuscrits de Dunhuang, peintures et autres documents vieux de mille ans et plus, le tout se trouvant longtemps caché dans une des grottes de Mogao.

## Biographie rapide
Fuyant la pauvreté de sa ville natale,  (Macheng dans le Hubei), Wáng Yuánlù mena une vie vagabonde, puis fut enrôlé dans l'infanterie de l'armée Qing. 

Après avoir quitté l'armée, il fut initié au taoïsme, sous le nom taoïste de Fazhen. 
Il continua alors sa vie errante, qui le conduisit finalement jusqu'aux grottes de Mogao, où il décida de s'installer.

## Découverte de la «bibliothèque murée» de Mogao
Le 22 juin 1900, alors que Wáng Yuánlù travaillait à la restauration des statues de la grotte 16, les ouvriers qui étaient avec lui eurent la surprise de découvrir une porte cachée dans la paroi en enlevant du sable qui s'était accumulé là. Wang Yuanlu découvrit derrière la porte une petite pièce creusée dans la paroi rocheuse, une sorte de bibliothèque (en réalité une salle commémorative en l'honneur du « donateur » de la grotte 16), aujourd'hui connue sous le nom de grotte 17.
Absolument inconscient de la valeur réelle des dizaines de milliers  de manuscrits et objets qu'il y trouva (on parle de 50 000), il les utilisa pour faire de petits cadeaux aux autorités locales afin de faciliter ses relations avec eux. 
Mais en 1904, l'administration du Gansu, informée des trouvailles réalisées par Wáng Yuánlù, ordonna au magistrat chargé de Dunhuang de vérifier le contenu de la fameuse grotte et de la murer de nouveau. 
C'est alors que le taoïste Wáng Yuánlù fut chargé de garder la grotte en veillant à ce que plus rien n'en disparaisse.

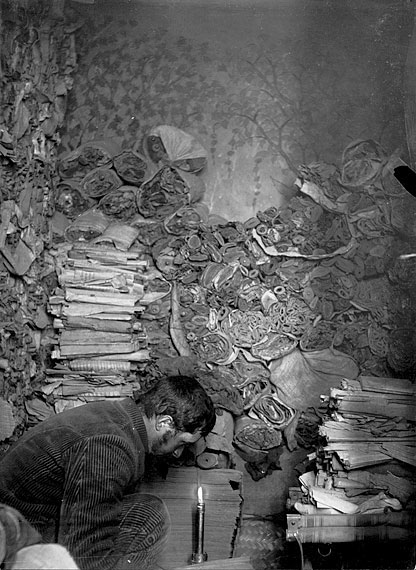
Pelliot examinant des manuscrits dans les grottes de Mogao, 1908, Musée Guimet.

## Arrivée des explorateurs occidentaux
La nouvelle de la découverte se répandit fort loin, et, sept ans après cette découverte, les explorateurs occidentaux (alertés par la circulation et/ou la mise en vente de divers manuscrits anciens d'origines diverses) commencèrent à arriver à Dunhuang pour ce qui s'avéra une véritable chasse au trésor.
Ainsi, l'explorateur anglais Sir Aurel Stein, puis le sinologue français Paul Pelliot viennent à Dunhuang, et y négocièrent (secrètement ou discrètement) avec Wáng Yuánlù l'achat de plusieurs dizaines de milliers de manuscrits, documents, peintures sur soie, et autres objets précieux, pour une somme particulièrement réduite. Parmi les objets achetés par Sir Aurel Stein, se trouve par exemple le Soutra du Diamant, imprimé en 868 après J.-C., ce qui en fait l'un des plus vieux ouvrages imprimés du monde.
Après ces premiers achats, qui se trouvent aujourd'hui dans des musées tels que le British Museum ou le Musée Guimet, plusieurs autres expéditions se succèdent à Dunhuang :
- d'abord une expédition japonaise en 1911,
- puis une expédition russe en 1914,
- et enfin, en 1924, une expédition américaine.